# Нитрат празеодима
Нитрат празеодима — неорганическое соединение,
соль празеодима и азотной кислоты
с формулой Pr(NO3)3,
бледно-зелёные кристаллы,
растворяется в воде,
образует кристаллогидраты — зелёные кристаллы.

## Получение
- Реакция празеодима и оксида азота в этилацетате:

{\displaystyle {\mathsf {Pr+3N_{2}O_{4}\ {\xrightarrow {}}\ Pr(NO_{3})_{3}+3NO\uparrow }}}

## Физические свойства
Нитрат празеодима образует бледно-зелёные гигроскопичные кристаллы.
Растворяется в воде и этаноле.
Образует кристаллогидрат состава Pr(NO3)3•6H2O — зелёные кристаллы
триклинной сингонии,
пространственная группа P 1,
параметры ячейки a = 0,67017 нм, b = 0,91858 нм, c = 1,17010 нм, α = 69,118°, β = 88,958°, γ = 69,696°, Z = 2
.

## Применение
Нитрат празеодима используется для окраски стекла и эмали в интенсивный чистый желтый цвет.